# George Younger, IV visconte Younger di Leckie
George Kenneth Hotson Younger, IV visconte Younger di Leckie (Stirling, 22 settembre 1931 – Gargunnock, 26 gennaio 2003) è stato un politico e banchiere scozzese.

## Biografia
Younger era un discendente di George Younger, fondatore del commercio della birra. Il bisnonno di Younger, George Younger, fu creato visconte Younger di Leckie nel 1923. Younger era il figlio maggiore di Edward Younger, III visconte Younger di Leckie, e di sua moglie, Evelyn Margaret McClure.
Studiò presso il New College. Entrò a far parte del British Army e combatté nella guerra di Corea nell'Argyll & Sutherland Highlanders.

### Carriera politica
Si candidò, senza successo, nelle elezioni generali del 1959 per North Lanarkshire. Seguendo le orme del suo bisnonno, divenne deputato del Partito Conservatore per Ayr nel 1964, e restò alla Camera dei comuni fino al 1992.
Dopo incarichi nel governo di Edward Heath come sottosegretario per la Scozia dal 1970 al 1974, fu Segretario di Stato per la Scozia nel governo Thatcher I dal 1979.
Succedette a Michael Heseltine come Segretario di Stato per la difesa nel gennaio  1986 quando Heseltine si dimise, fino al luglio 1989.
Nel 1989 entrò quindi alla Royal Bank of Scotland, diventandone il suo presidente nel 1992. Nel 1997 successe alla viscontea di Leckie. Come tale, ha continuato a sedere nella Camera dei lord (dove sedeva dal 1992), dopo il passaggio della House of Lords Act 1999 che ha espulso la maggior parte dei pari ereditari.

## Matrimonio
Sposò, il 7 agosto 1954, Diana Rhona Tuck, figlia del Gerald Tuck. Ebbero quattro figli:
- James Younger, V viscount Younger di Leckie (11 novembre 1955);
- Joanna Rosalind Younger (16 gennaio 1958), sposò Gregory William Cooper, ebbero due figlie;
- Charles Gerald Alexander Younger (4 ottobre 1959), sposò Sally Elizabeth Fergusson, ebbero quattro figli;
- Andrew Seymour Robert Younger (19 novembre 1962), sposò Hilary Margaret Chalk, ebbero due figlie.

## Morte
Morì il 26 gennaio 2003 a Leckie House, Gargunnock.